# Cheese Johnson
Lynbert R. Johnson, detto Cheese (New York, 7 settembre 1957), è un ex cestista statunitense, professionista nella NBA.

## Carriera
Venne selezionato dai Golden State Warriors al terzo giro del Draft NBA 1979 (54ª scelta assoluta).